# 袁礪金
袁礪金，江西彭泽县人，清朝政治人物。拔贡出身。
嘉庆二十一年三月，擔任清朝廣東省潮州府豐順縣知縣。后由王奇雲接任。